# Lasioglossum tschardschuicum
Lasioglossum tschardschuicum är en biart som först beskrevs av Blüthgen 1931.  Lasioglossum tschardschuicum ingår i släktet smalbin, och familjen vägbin. Inga underarter finns listade i Catalogue of Life.